# سعادت زناشویی
سعادت زناشویی (به روسی: Семейное счастіе) نام رمان کوتاهی اثر لئو تولستوی نویسندهٔ اهل روسیه است. 

## درون‌مایه
درون‌مایهٔ زندگی زناشویی عشق و استحالهٔ آن پس از ازدواج است. در این رمان ماجرای عاشق شدن و ازدواج دختری به نام ماریا روایت می‌شود.

## ترجمه
زندگی زناشویی به قلم سروش حبیبی ترجمه و توسط نشر چشمه منتشر شده است. چاپ اول این کتاب در سال ۱۳۸۹ به بازار عرضه شده است.